# ناگا هیلز
ناگا هیلز (انگلیسی: Naga Hills) با ارتفاع حدود ۳۸۲۵ متر (۱۲۵۴۹ فوت)، در مرز هند و برمه (میانمار) قرار دارد.